# Поколение Хабу
Поколение Хабу (яп. 羽生世代 Хабу сэдай) — устоявшееся собирательное название группы профессиональных сёгистов-ровесников Ёсихару Хабу, вошедших в элиту профессиональных сёги. Представители поколения Хабу четверть века (1992—2016) доминировали в мире сёги, ежегодно завоёвывая большинство главных титулов («корон») сёги.
Появление поколения Хабу на вершине профессиональных сёги можно датировать 1989 годом, когда Хабу завоевал свой первый титул (рюо), а Торахико Танака 8 дан написал про поколение Хабу книгу «Это дети-вундеркинды!».
Поколение Хабу со времён учёбы в Сёрэйкай входит в круг общения самого Хабу, являющегося несомненным лидером мира сёги в последние десятилетия, поэтому данный феномен, возможно, связан с прогрессивным влиянием Хабу на своё окружение.
В 2017—2018 годы поколение Хабу уступило напору молодых сёгистов: в 2017 году 5 мужских титулов сёги из 8 завоевали сёгисты следующих поколений, а в 2018 поколение Хабу впервые за четверть века осталось вообще без титулов.
Состав (даны и количества титулов приведены по состоянию на 1 января 2021 г.):

## Основное поколение Хабу
- Сатоси Мураяма[англ.], 9 дан (15.6.1969—8.8.1998).
- Ясумицу Сато, 4-й пожизненный кисэй (род. 1.10.1969)
- Макото Тюдза[англ.], 7 дан (род. 3.2.1970)
- Манабу Сэндзаки[англ.], 9 дан (род. 22.6.1970)
- Тадахиса Маруяма, 9 дан, 3 титула (род. 5.9.1970)
- Ёсихару Хабу, 19-й пожизненный мэйдзин (род. 27.9.1970)
- Такэси Фудзии, 9 дан, 3 титула (род. 29.9.1970)
- Тосиюки Мориути, 18-й пожизненный мэйдзин (род. 10.10.1970)
- Масатака Года, 9 дан, 6 титулов (род. 17.3.1971)

Хабу, Сато и Мориути с 1990-х годов входят в «исследовательскую группу Акиры Симы»; кроме того, у учителей Хабу и Мориути был один и тот же учитель (Тоити Ватанабэ, почётный 9 дан).

## Поздняя часть поколения Хабу
В позднюю часть поколения Хабу входят профессионалы на 2—5 лет моложе Хабу, также достигшие уровня элиты сёги:
- Нобуюки Ясики, 9 дан, 3 титула (род. 18.1.1972)
- Коити Фукаура, 9 дан, 3 титула (род. 14.2.1972)
- Кадзуки Кимура, 9 дан (род. 23.6.1973)
- Хисаси Намэката, 9 дан (род. 30.12.1973)
- Хироюки Миура, 9 дан (род. 13.2.1974)
- Дайсукэ Судзуки, 9 дан (род. 11.7.1974)
- Тосиаки Кубо, 9 дан, 7 титулов (род. 27.8.1975)

## Женская часть поколения Хабу
- Наоко Хаясиба, 1-я пожизненная дзёрю-осё (род. 24.1.1968)
- Итиё Симидзу,  2-я королева-мэйдзин (род. 9.1.1969) — «женская Хабу»
- Хироэ Накаи, 1-я королева-мэйдзин (род. 24.6.1969)

Эта тройка, носящая название «три сильнейшие сёгистки» (女流三強), завоевала 77 из 82 женских титулов сезонов 1982—2004 годов, а Симидзу остаётся рекордсменкой по суммарному числу завоёванных титулов до сих пор. 
В женских сёги смена поколений произошла на 7 лет раньше, чем в мужских: в 2009—2010 годы безусловно сильнейшей среди сёгисток, по результатам титульных матчей, стала 3-я королева-мэйдзин Кана Сатоми (47 титулов на 1.2.2022); следом за ней идут также молодые чемпионки Момоко Като (9 титулов) и Томоми Кай  (7 титулов).

## В культуре
- Дорама «Юность Сатоси (2016)